# Gäddetjärnet (Dalskogs socken, Dalsland)
Gäddetjärnet är en sjö i Melleruds kommun i Dalsland och ingår i Göta älvs huvudavrinningsområde.